# Paleologi

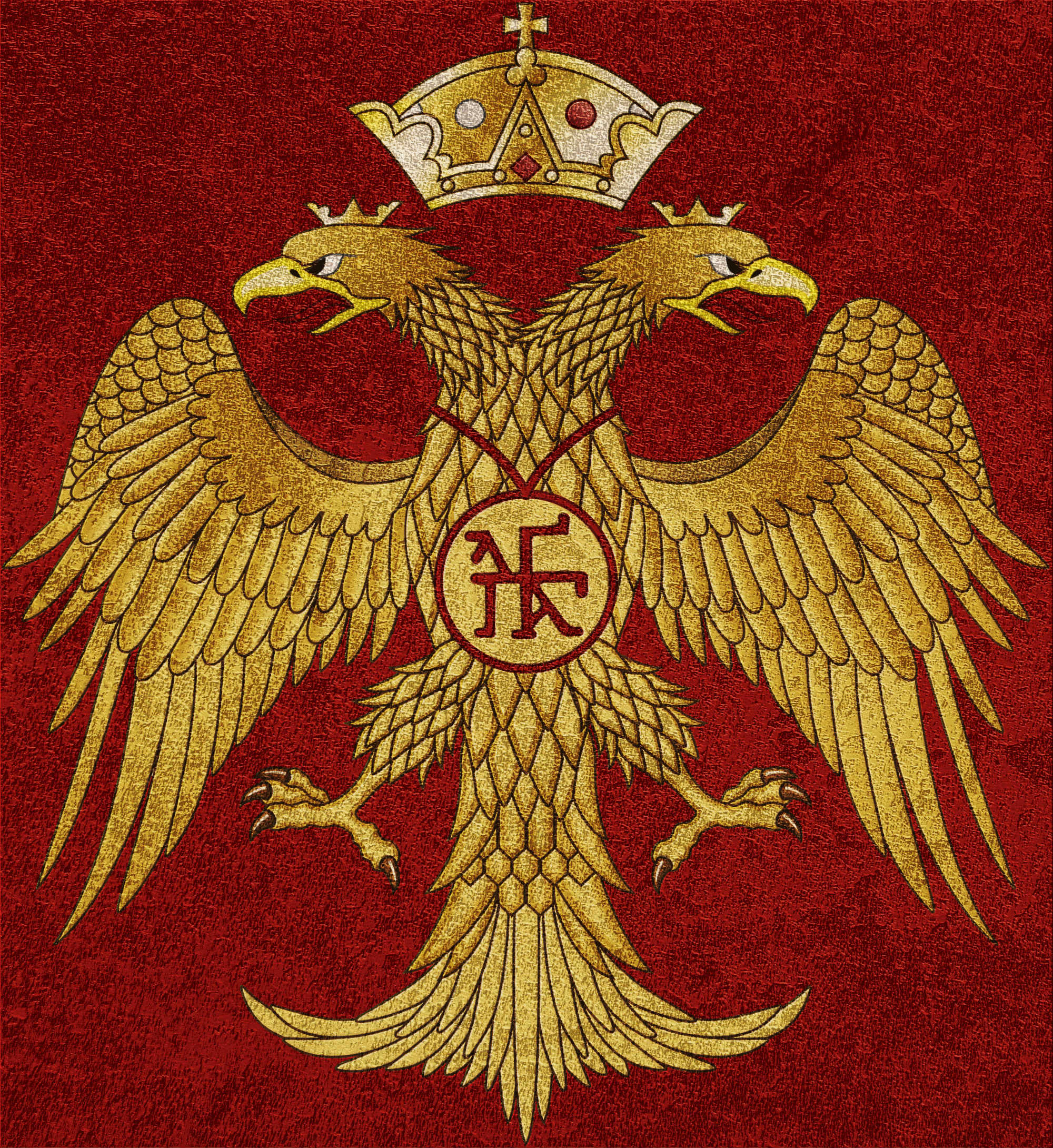
Emblema dei Paleologi

La famiglia dei Paleologi o Paleologhi (in greco antico: Παλαιολόγος?, Palaiologos, pl. Παλαιολόγοι, Palaiologoi) fu l'ultima dinastia a governare l'Impero romano d'oriente.
Fondata dal generale Niceforo Paleologo nell'XI secolo, la famiglia raggiunse i più alti circoli aristocratici attraverso i rapporti matrimoniali con le dinastie dei Ducas, dei Comneni e degli Angeli. Dopo la Quarta Crociata, i membri della famiglia fuggirono nel vicino Impero di Nicea, dove Michele VIII Paleologo divenne co-imperatore nel 1259, riconquistò Costantinopoli e fu incoronato unico imperatore dell'Impero romano d'oriente nel 1261. I suoi discendenti governarono l'Impero fino alla caduta di Costantinopoli per mano dei Turchi Ottomani il 29 maggio 1453, diventando la dinastia regnante più longeva nella storia bizantina.
Sotto i Paleologi, mentre l'Impero s'avviava verso la rovina, l'arte romana orientale attraversò un periodo di rinnovamento, acquistando nuovo splendore prima d'estinguersi.
Grazie al matrimonio tra l'imperatore Andronico II Paleologo e Violante degli Aleramici, un loro figlio, Teodoro I, ereditò i diritti e i titoli feudali del Marchesato del Monferrato, in Italia. Questo ramo dei Paleologi regnò nel Monferrato dal 1305 al 1566, più a lungo di quanto il ramo imperiale regnò a Costantinopoli. Dopo di loro, la successione e il governo nel Monferrato passò ai Gonzaga, famiglia con la quale i Paleologi si erano imparentati tramite il matrimonio di Margherita Paleologa, ultima marchesa della dinastia, con Federico II Gonzaga, già sovrano di Mantova.

## Paleologi non imperiali
- Niceforo Paleologo
- Giorgio Paleologo

La bandiera della marina dei Paleologi, che venne usata dal XIV secolo fino alla caduta dell'Impero bizantino.

- Michele Paleologo (†1156), generalissimo dell'esercito bizantino occidentale
- Teodoro I Paleologo (1355-1407), despota della Morea dal 1383 al 1407;
- Teodoro II Paleologo (1396-1446), despota della Morea dal 1407 al 1443;
- Demetrio Paleologo (1407-1470), despota della Morea dal 1436 al 1438, e poi dal 1451 al 1460;[3]
- Tommaso Paleologo (1409-1465), figlio di Manuele II Paleologo e despota della Morea dal 1428 al 1460;[4]
- Elena Paleologa (1428-1458), figlia di Teodoro II Paleologo, Despota della Morea, e moglie di Giovanni II di Cipro;
- Erina Branković Paleologa, sposò Gjon II Castriota
- Zoe Paleologa

## Paleologi che furono imperatori di Costantinopoli
- Michele VIII Paleologo, (1224-1282, al governo 1259 - 1282)
- Andronico II Paleologo, (1258-1332, al governo 1282 - 1328)
- Michele IX Paleologo, (1277-1320, al governo 1295 - 1320)
- Andronico III Paleologo, (1297-1341, al governo 1328 - 1341)
- Giovanni V Paleologo, (1332-1391, al governo 1341 - 1376)
- Andronico IV Paleologo, (1348-1385, al governo 1376 - 1379)
- Giovanni VII Paleologo, (1370-1408, imperatore rivale 1390)
- Manuele II Paleologo, (1350-1425, al governo 1391 - 1425)
- Giovanni VIII Paleologo, (1392-1448, al governo 1425 - 1448)
- Costantino XI Paleologo (XII se si conta Costantino XI Lascaris), (1405-1453, al governo 1449 - 1453)

## Paleologi pretendenti al trono di Costantinopoli
- Tommaso Paleologo (1409 - 1465)
- Andrea Paleologo (1453 - 1502)

## Paleologi di Monferrato

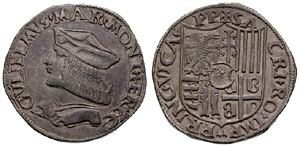
Azzalino (testone) d'argento (9.21 g) di Guglielmo IX.
O/: GVLIELMVS•MAR•MONT•FE•ZC', busto sin. con cappello
R/: +CRI•RO• IMP•• PRINC• VICA•PP, stemma.

Un altro ramo della dinastia dei Paleologi si sviluppò nel Monferrato a partire dal 1305: Violante, figlia del marchese Guglielmo VII degli Aleramici, fu la seconda moglie di Andronico II Paleologo, imperatore dell'Impero Bizantino; nel gennaio 1305 alla morte del marchese Giovanni I degli Aleramici, fratello di Violante e privo di eredi legittimi, venne designato come erede del Marchesato del Monferrato uno dei figli dell'unione tra Andronico II e Violante, Teodoro.
Il Marchesato fu in mano alla dinastia dei Paleologi fino al 1533, quando il marchese Giovanni Giorgio, detto Giangiorgio, morì privo di eredi maschi legittimi. Margherita, figlia del marchese Guglielmo IX, unica erede legittima, ricevette nel 1533 da Carlo V d'Asburgo, imperatore del Sacro Romano Impero, il Marchesato di Monferrato, e lo portò in dote al marito Federico II Gonzaga, facendolo confluire così nei domini dei Gonzaga. Margherita, che fu assieme al marito marchesa del Monferrato, oltre ad essere anche duchessa consorte di Mantova, fu anche reggente di Mantova e del Monferrato per il figlio Francesco III, e morì il 28 dicembre 1566.
Alla sua morte, Giovanni Giorgio lasciò un figlio illegittimo, Flaminio (m. 1571), il quale a sua volta proseguì il ramo illegittimo con sette figli: Teodoro (m. 1586), Giovanni (m. 1540), Ferdinando, Laura, Isabella, Margherita ed Eleonora. Di questi figli, Giovanni morì senza eredi, mentre Teodoro, accusato come il padre di cospirazione, si ritirò a Camerano, nelle Marche, terra della famiglia della moglie, dove adottò il soprannome di Calabraga per sfuggire a successive persecuzioni. Questi ebbe tre figli: Flaminio II (1562-1624), una figlia (nata e morta nel 1564) e Federico (1566-1608). Questi tre figli morirono tutti senza eredi e la prosecuzione della casata venne affidata a Ferdinando, fratello minore di Teodoro. Questi ebbe un figlio, Bernardino, il quale ebbe per figlio Bonifacio (m. 1630), il quale a sua volta generò un Bonifacio (m. 1679), il quale fu padre di Giambattista (m. 1687). La casata terminò con Silvio (m. 1728), figlio di Giambattista.

## Genealogia
|                          |                          |                           |                           |                                                      |                                                      |                       |                        |                           |                           |                       |                      |                     |                                                    |                                                    |                                                          |                                                          |                              |                              |                              |                           |
|                          |                          |                           |                           |                                                      |                                                      |                       |                        |                           | Andronico *? †?           |                       |                      |                     |                                                    |                                                    |                                                          |                                                          |                              |                              |                              |                           |
|                          |                          |                           |                           |                                                      |                                                      |                       |                        |                           |                           |                       |                      |                     |                                                    |                                                    |                                                          |                                                          |                              |                              |                              |                           |
|                          |                          |                           |                           |                                                      |                                                      |                       |                        |                           |                           |                       |                      |                     |                                                    |                                                    |                                                          |                                                          |                              |                              |                              |                           |
|                          |                          |                           |                           |                                                      |                                                      |                       |                        |                           | Michele VIII *1224 †1282  |                       |                      |                     |                                                    |                                                    |                                                          |                                                          |                              |                              |                              |                           |
|                          |                          |                           |                           |                                                      |                                                      |                       |                        |                           |                           |                       |                      |                     |                                                    |                                                    |                                                          |                                                          |                              |                              |                              |                           |
|                          |                          |                           |                           |                                                      |                                                      |                       |                        |                           |                           |                       |                      |                     |                                                    |                                                    |                                                          |                                                          |                              |                              |                              |                           |
|                          |                          |                           |                           |                                                      |                                                      |                       |                        |                           | Andronico II *1258 †1332  |                       |                      |                     |                                                    |                                                    |                                                          |                                                          |                              |                              |                              |                           |
|                          |                          |                           |                           |                                                      |                                                      |                       |                        |                           |                           |                       |                      |                     |                                                    |                                                    |                                                          |                                                          |                              |                              |                              |                           |
|                          |                          |                           |                           |                                                      |                                                      |                       |                        |                           |                           |                       |                      |                     |                                                    |                                                    |                                                          |                                                          |                              |                              |                              |                           |
|                          |                          |                           |                           | Michele IX *1277 †1320                               | Michele IX *1277 †1320                               |                       |                        |                           |                           |                       |                      |                     |                                                    |                                                    | Teodoro I *1290 †1338                                    | Teodoro I *1290 †1338                                    |                              |                              |                              |                           |
|                          |                          |                           |                           |                                                      |                                                      |                       |                        |                           |                           |                       |                      |                     |                                                    |                                                    |                                                          |                                                          |                              |                              |                              |                           |
|                          |                          |                           |                           |                                                      |                                                      |                       |                        |                           |                           |                       |                      |                     |                                                    |                                                    |                                                          |                                                          |                              |                              |                              |                           |
|                          |                          |                           |                           | Andronico III *1297 †1341                            | Andronico III *1297 †1341                            |                       |                        |                           |                           |                       |                      |                     |                                                    |                                                    | Giovanni II *1321 †1372                                  | Giovanni II *1321 †1372                                  |                              |                              |                              |                           |
|                          |                          |                           |                           |                                                      |                                                      |                       |                        |                           |                           |                       |                      |                     |                                                    |                                                    |                                                          |                                                          |                              |                              |                              |                           |
|                          |                          |                           |                           |                                                      |                                                      |                       |                        |                           |                           |                       |                      |                     |                                                    |                                                    |                                                          |                                                          |                              |                              |                              |                           |
|                          |                          |                           |                           | Giovanni V *1332 †1391                               | Giovanni V *1332 †1391                               |                       |                        |                           |                           |                       |                      |                     | Ottone III * ~1360 †1378                           | Ottone III * ~1360 †1378                           | Giovanni III *1362 †1381                                 | Giovanni III *1362 †1381                                 | Teodoro II *1364 †1418       | Teodoro II *1364 †1418       |                              |                           |
|                          |                          |                           |                           |                                                      |                                                      |                       |                        |                           |                           |                       |                      |                     |                                                    |                                                    |                                                          |                                                          |                              |                              |                              |                           |
|                          |                          |                           |                           |                                                      |                                                      |                       |                        |                           |                           |                       |                      |                     |                                                    |                                                    |                                                          |                                                          |                              |                              |                              |                           |
| Andronico IV *1348 †1385 | Andronico IV *1348 †1385 |                           |                           |                                                      |                                                      |                       | Manuele II *1350 †1425 | Manuele II *1350 †1425    | Teodoro I *1355 †1407     | Teodoro I *1355 †1407 |                      |                     |                                                    |                                                    |                                                          |                                                          | Giovanni Giacomo *1395 †1445 | Giovanni Giacomo *1395 †1445 |                              |                           |
|                          |                          |                           |                           |                                                      |                                                      |                       |                        |                           |                           |                       |                      |                     |                                                    |                                                    |                                                          |                                                          |                              |                              |                              |                           |
|                          |                          |                           |                           |                                                      |                                                      |                       |                        |                           |                           |                       |                      |                     |                                                    |                                                    |                                                          |                                                          |                              |                              |                              |                           |
| Giovanni VII *1370 †1408 | Giovanni VII *1370 †1408 | Giovanni VIII *1392 †1448 | Giovanni VIII *1392 †1448 | Teodoro II *1396 †1448                               | Teodoro II *1396 †1448                               | Andronico *1400 †1429 | Andronico *1400 †1429  | Costantino XI *1405 †1453 | Costantino XI *1405 †1453 | Demetrio *1407 †1470  | Demetrio *1407 †1470 | Tommaso *1409 †1465 | Tommaso *1409 †1465                                |                                                    | Giovanni IV *1412 †1464                                  | Giovanni IV *1412 †1464                                  | Guglielmo VIII *1420 †1483   | Guglielmo VIII *1420 †1483   | Bonifacio III *1424 †1494    | Bonifacio III *1424 †1494 |
|                          |                          |                           |                           |                                                      |                                                      |                       |                        |                           |                           |                       |                      |                     |                                                    |                                                    |                                                          |                                                          |                              |                              |                              |                           |
|                          |                          |                           |                           |                                                      |                                                      |                       |                        |                           |                           |                       |                      |                     |                                                    |                                                    |                                                          |                                                          |                              |                              |                              |                           |
|                          |                          |                           |                           | Elena *1428 †1458 ⚭ Giovanni II di Cipro *1418 †1458 | Elena *1428 †1458 ⚭ Giovanni II di Cipro *1418 †1458 |                       |                        |                           |                           |                       | Andrea *1453 †1502   | Andrea *1453 †1502  | Sofia *1455 †1503 ⚭ Ivan III di Russia *1440 †1505 | Sofia *1455 †1503 ⚭ Ivan III di Russia *1440 †1505 |                                                          | Guglielmo IX *1486 †1518                                 | Guglielmo IX *1486 †1518     | Giovanni Giorgio *1488 †1533 | Giovanni Giorgio *1488 †1533 |                           |
|                          |                          |                           |                           |                                                      |                                                      |                       |                        |                           |                           |                       |                      |                     |                                                    |                                                    |                                                          |                                                          |                              |                              |                              |                           |
|                          |                          |                           |                           |                                                      |                                                      |                       |                        |                           |                           |                       |                      |                     |                                                    |                                                    |                                                          |                                                          |                              |                              |                              |                           |
|                          |                          |                           |                           | · Sovrani di Cipro                                   | · Sovrani di Cipro                                   |                       |                        |                           |                           |                       | Costantino *? †?     | Costantino *? †?    | · Sovrani di Russia                                | · Sovrani di Russia                                | Margherita *1510 †1566 ⚭ Federico II Gonzaga *1500 †1540 | Margherita *1510 †1566 ⚭ Federico II Gonzaga *1500 †1540 | Bonifacio IV *1512 †1530     | Bonifacio IV *1512 †1530     |                              |                           |
|                          |                          |                           |                           |                                                      |                                                      |                       |                        |                           |                           |                       |                      |                     |                                                    |                                                    |                                                          |                                                          |                              |                              |                              |                           |
|                          |                          |                           |                           |                                                      |                                                      |                       |                        |                           |                           |                       |                      |                     |                                                    |                                                    |                                                          |                                                          |                              |                              |                              |                           |
|                          |                          |                           |                           |                                                      |                                                      |                       |                        |                           |                           |                       |                      |                     |                                                    | · Marchesi del Monferrato                          | · Marchesi del Monferrato                                | · Duchi di Mantova                                       | · Duchi di Mantova           |                              |                              |                           |

## Pretendenti al titolo di Principe di Costantinopoli
La linea maschile della casa dei Paleologi, discendenti paralleli di Costantino, ultimo imperatore bizantino, si estinse all'inizio del XVI secolo. Questo fatto non ha mai scoraggiato i pretendenti al titolo imperiale bizantino di comparire in varie parti d'Europa fino ai nostri giorni. La famiglia dei Paleologi era estesa già ai tempi bizantini e non tutti quelli che portavano quel nome erano imparentati con la linea imperiale.
Tuttavia, la tentazione irresistibile tra i successivi Paleologi, era quella di scovare o fabbricare un collegamento con gli ultimi imperatori dei romani. Un rifugiato indigente dai resti di Bisanzio, poteva commerciare con il nome Paleologo e acquisire rispettabilità, se non anche una pensione da un principe, un papa o un cardinale. Molti di loro si stabilirono nel nord dell'Italia, a Venezia, a Pesaro o a Viterbo.
Nei secoli XV e XVI c'erano numerosi Paleologi al servizio di Venezia come stradioti o cavalleggeri. I documenti veneziani frequentemente riferiscono della loro "faticosa" abilità al servizio della Serenissima. Teodoro Paleologo, la cui carriera è ben documentata e che morì nel 1532, veniva probabilmente da Mistra. Altri furono Andrea Paleologo Graitzas verso il 1460, Giovanni verso il 1482, Annibale e suo figlio Leziniano verso il 1586, dai quali alcuni degli attuali Paleologi di Atene, ancora sorprendentemente numerosi, rivendicano la discesa. All'inizio del XVI secolo, un Lucio o Livio Andronico Paleologo viveva a San Elpidio a Mare vicino a Pesaro.

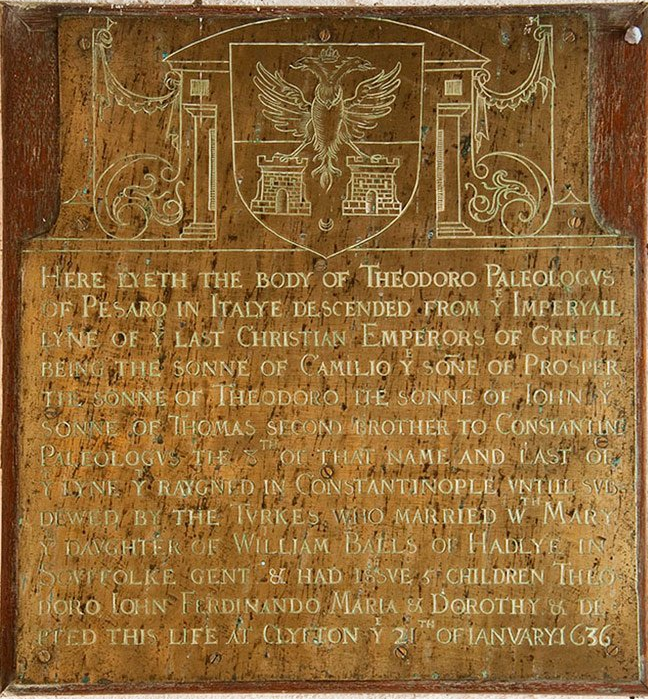
Lapide tombale in ottone di Teodoro Paleologus (* Pesaro 1578 calcolato) a Landulph nella chiesa di St. Leonard e St. Dilpe.

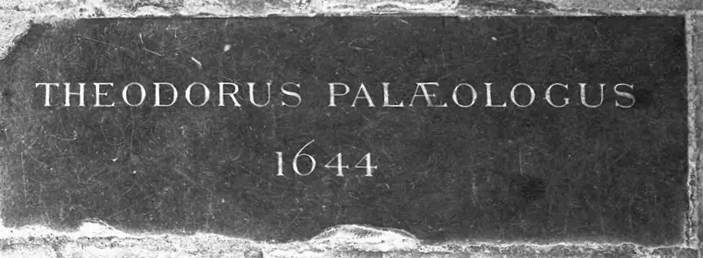
Lapide tombale di Teodoro Paleologus (figlio) nella cappella di San Michele dell'Abbazia di Westminster

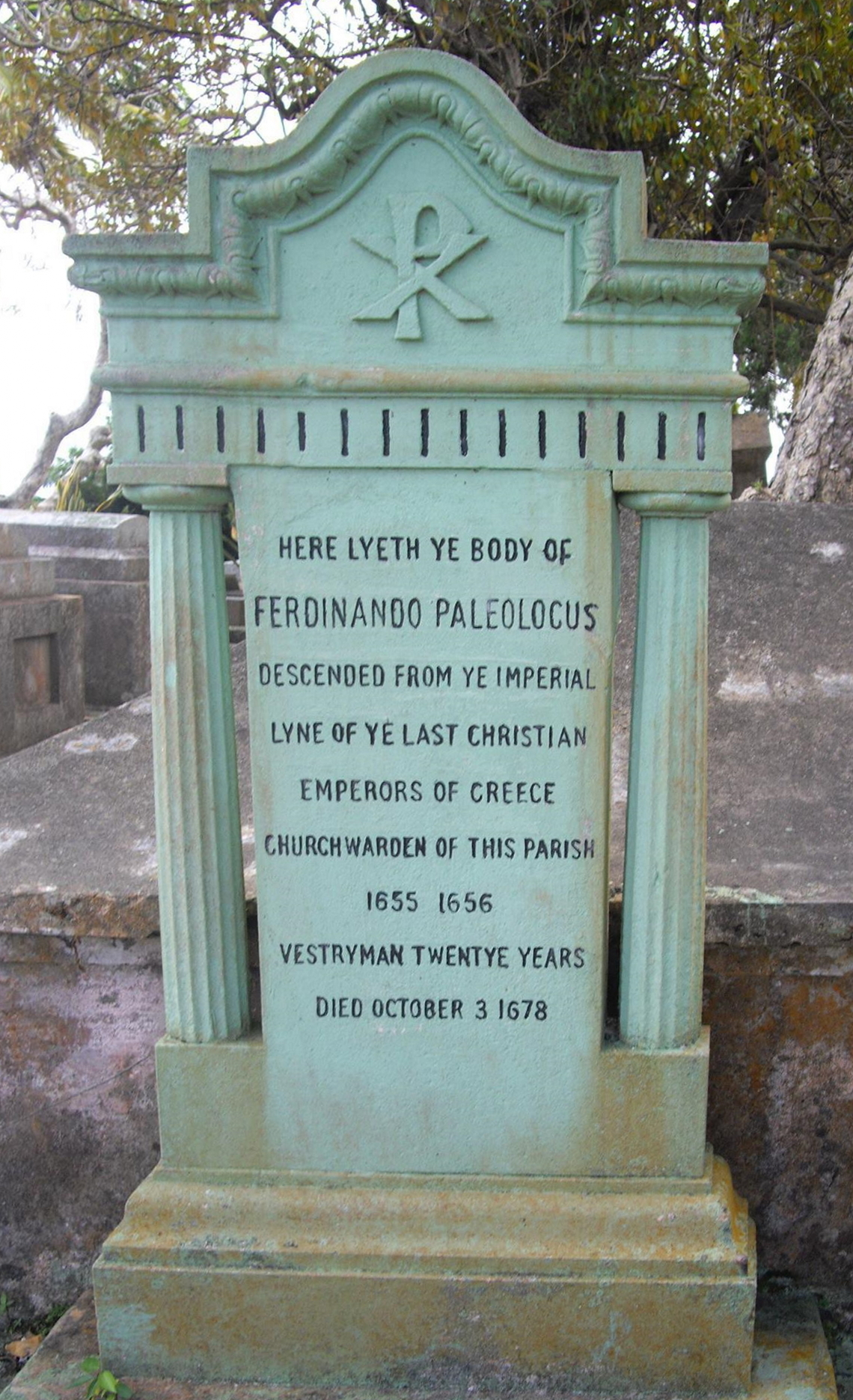
Lapide tombale di Ferdinando nel cimitero di Saint John nell'isola di Barbados

Nella guerra civile inglese (1642-1651) tra realisti e parlamentaristi combattevano i fratelli Teodoro [parlamentarista] (*1609) e Giovanni Paleologo [realista] (* 1611) come ufficiali di alto rango l'uno contro l'altro per entrambe le parti. Tombe dei Paleologi si trovano nella chiesa parrocchiale St. Leonard and St. Dilpe in Landulph in Cornovaglia, nell'abbazia di Westminster a Londra e nell'isola di Barbados.
1. Teodoro Paleologo[12] (* Pesaro 1578 calcolato; † Clifton, Landulph 1636; sepolto il 20 ottobre 1636[13]) ⚭ 1. (6 luglio 1593 Isola Chio) Eudoxia Commena († 1596); ⚭ 2. (1º maggio 1600 Cottingham, Yorkshire) Mary Balls, figlia di William Balls di Hadley, Suffolk Gent.[11]
  1. Teodora ∞ (* 6 luglio 1594 isola Chio; figlia della 1ª moglie) ⚭ (10 ottobre 1614 Chiesa Santi Pietro e Paolo dei Greci in Napoli) principe Demetrio Rhodocanakis (Rhodokanakis);[14] la copia ebbe diversi figli. Il più piccolo era
    1. Constantino Rhodocanakis[15] (* 5 dicembre 1635, castello Rhodocanakis a Chio; † 13 agosto 1689 in Amsterdam di tifo)[16] ⚭ (ottobre 1667 a Chio) Henriette, figlia del duca Anthony Koressy e di Donna Virginia Visconti.[17]
      1. Mary (* 1678; † Londra gennaio 1688)[17][18]
      2. Julia ⚭ 6 giugno 1691 (cugino) principe Francis Rhodocanakis[17]

  2. Teodoro[19] (*1609; † 1644)[11][20]
  3. Giovanni[21] (* 1611; † 14 giugno 1645, battaglia di Naseby)[14]
  4. Ferdinando[22]  (* 1615 ca.; † ottobre 1678, Parish Saint John Barbados)[14][23] ⚭ Rebecca Pomfrett[24]
    1. Teodorico[25] (+ 1680)[11]  ∞  Martha Bradbury dell'isola di Barbados[26]
      1. un figlio nato a Stepney, un distretto del London Borough of Tower Hamlets[26]
      2. forse anche una figlia[26]

  5. Maria (beerdigt 15 Mai 1674, Landulph)[11]
  6. Dorothea (seppellita 12 luglio 1683, Landulph) ∞ (23 dicembre 1656, Landulph[27]) William Arundell[11]

Numerose sono le casate e le famiglie europee che vantano discendenza e parentela con lo storico casato Paleologo. Per questo motivo e soprattutto per la confusione delle genealogie e dei livelli di parentela con il ceppo originario sono diverse le casate pretendenti al titolo imperiale di Bisanzio. Come scritto da Maisano, va, infatti, ricordato che "I Paleologi, come molte altre famose casate bizantine (i Cantacuzeni, i Comneni, i Ducas, ecc.), sono da considerare non tanto una famiglia, quanto piuttosto una vera e propria gens (nell'accezione tecnica del termine) come ad esempio i Caracciolo o i Carafa nell'Italia meridionale dello stesso periodo, e non possono essere quindi valutati come un ceppo unitario".
Di seguito ne sono ricordati alcuni pretendenti:
- Castriota Scanderbeg; Giovanni Castriota Scanderbeg, figlio di Giorgio, sposò Irene Brankovic, figlia del re di Serbia Lazar II Branković e di Elena Paleologa, figlia maggiore di Tommaso, despota di Morea.[28]
- Rjurik; Zoe Paleologa, figlia di Tommaso, sposò Ivan III di Russia portando in dote anche il titolo di pretendente al trono di Bisanzio e il gran magistero degli ordini cavallereschi bizantini.